# Галли, Джованни
Джова́нни Га́лли (итал. Giovanni Galli; 29 апреля 1958 год, Пиза) — итальянский футболист, вратарь. Игрок национальной сборной Италии в 1983—1986 годах.

## Карьера

### Клубная
Бо́льшую часть своей карьеры, с 1977 по 1986 год, Джованни Галли был игроком футбольного клуба «Фиорентина». После Флоренции Галли выступал за «Милан» с которым завоевал множество трофеев. Затем были «Наполи», «Торино» и «Парма». Всего в Серии A сыграл 496 матчей. Завершил свою карьеру в 1996 году в клубе Серии B «Луккезе».

### Международная
Входил в состав сборной Италии на победном чемпионате мира 1982 года, однако во всех матчах на турнире в воротах чемпиона играл Дино Дзофф. Дебютировал за сборную Галли год спустя 5 октября 1983 года в матче со сборной Греции. На следующем чемпионате мира в 1986 году он был основным вратарём сборной (сыграл 4 матча).
В настоящее время[какое?] работает спортивным директором клуба «Верона», а также теле- и радиокомментатором.

## Личная жизнь
Сын Джованни — Никколо (1983—2001); также был профессиональным футболистом. Погиб в результате дорожного происшествия в возрасте 17 лет.

## Достижения
Клубные
- Чемпион Италии: 1987/1988
- Обладатель Суперкубка Италии (2): 1988, 1990
- Обладатель Кубка чемпионов УЕФА (2): 1988/1989, 1989/1990
- Обладатель Суперкубка УЕФА: 1989
- Обладатель Межконтинентального кубка: 1989
- Обладатель Кубка УЕФА: 1994/1995

В сборной
- Чемпион мира 1982 года
- Участник чемпионата Европы 1980 года
- Участник чемпионата мира 1986 года